# القمة الإسلامية الاستثنائية (2018)
مؤتمر القمة الإسلامي الاستثنائي السابع (18 مايو ‌‌2018م)، عُقد في إسطنبول، بتركيا، لبحث التطورات الحاصلة في دولة فلسطين وافتتاح السفارة الأمريكية في القدس.  

## أبرز القرارات
- إدانة الأعمال الإجرامية للقوات الإسرائيلية بحق الشعب الفلسطيني في الأرض الفلسطينية المحتلة.
- رفض قرار رئيس الولايات المتحدة بالاعتراف بالقدس عاصمة لإسرائيل.